# Igreja Matriz São José (Mogi Mirim)

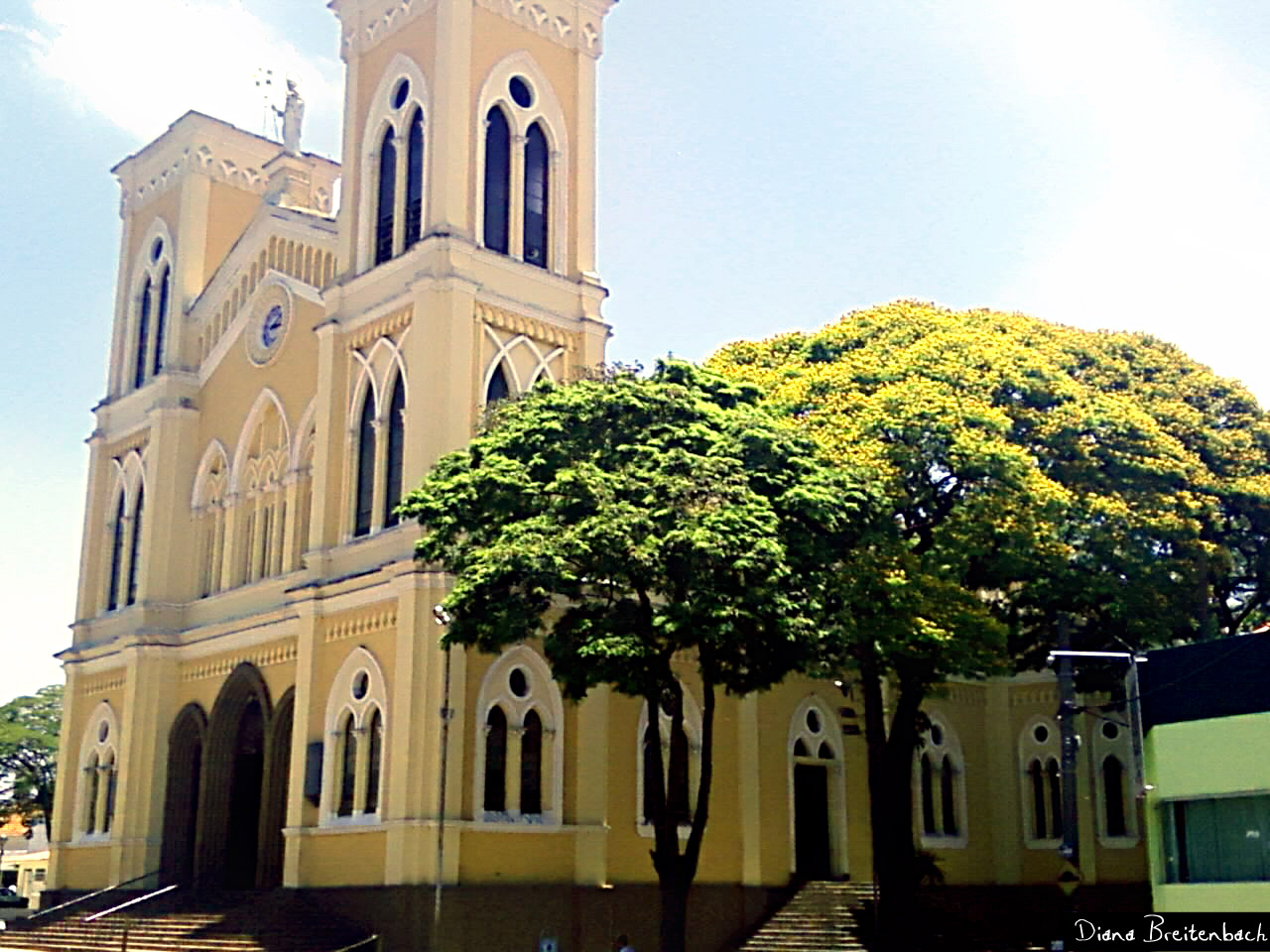
A matriz de São José.

A Paróquia Matriz São José é o mais importante templo católico de Mogi Mirim. Em 29 de julho de 1747, por ordem de Dom Bernardo Rodrigues Nogueira, que era o primeiro Bispo de São Paulo, inciaram-se os alicerces da Igreja de São José. Embora ainda não concluída a igreja foi solenemente inaugurada no primeiro dia de novembro de 1751, tem estilo gótico romano, sendo uma réplica da Catedral de Notre Dame, em Paris. 
Possui 68 metros de comprimento e 25 metros de largura. Suas torres possuem 32 metros de altura, seus campanários e agulha 23 metros. Localiza-se na Praça São José, no centro da cidade.